# 2020年金磚國家峰會
2020年金磚國家峰會，又稱金磚國家領導人第十二次會晤，是巴西、俄羅斯、印度、中華人民共和國及南非五國組成的金磚國家的第12屆領導人峰會。俄羅斯繼2015年於烏法舉辦的第7屆金磚國家峰會後再次擔任輪任主席國。

## 概要
2020年金磚國家峰會原定在當年7月21－23日假東道國俄羅斯西北部城市聖彼得堡舉行，但其後因全球爆發2019冠狀病毒病疫情而延期，最終於同年11月17日以視訊會議方式在線上舉行。第一次協調人會議則在2月11－13日同樣在聖彼得堡舉行，由擔任俄羅斯協調代表的時任俄羅斯外交部副部長謝爾蓋·里亞布科夫主持。
會後，與會五國共同發表了《金磚國家領導人第十二次會晤莫斯科宣言》。

## 與會領導人

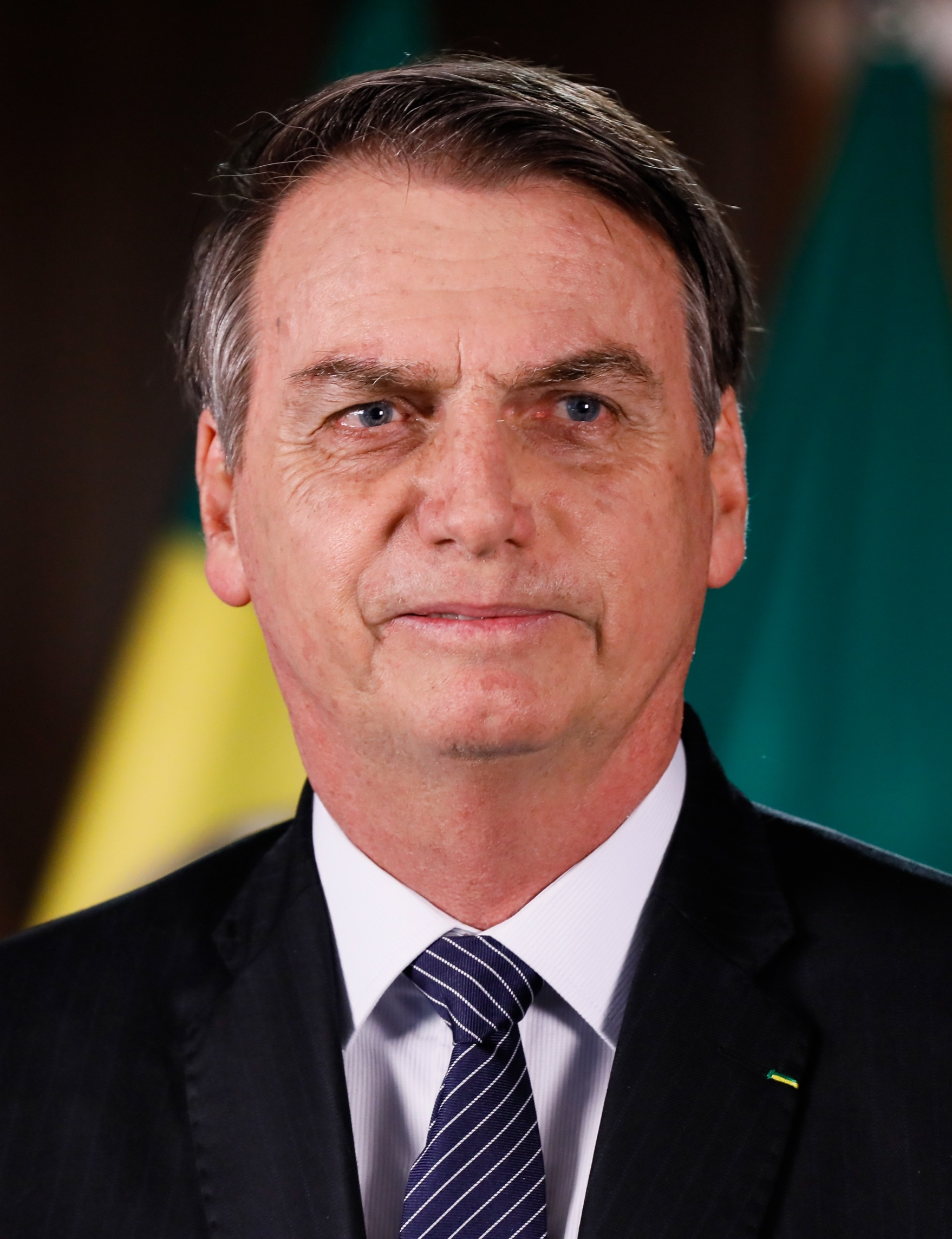
BRA 總統雅伊爾·波索納洛
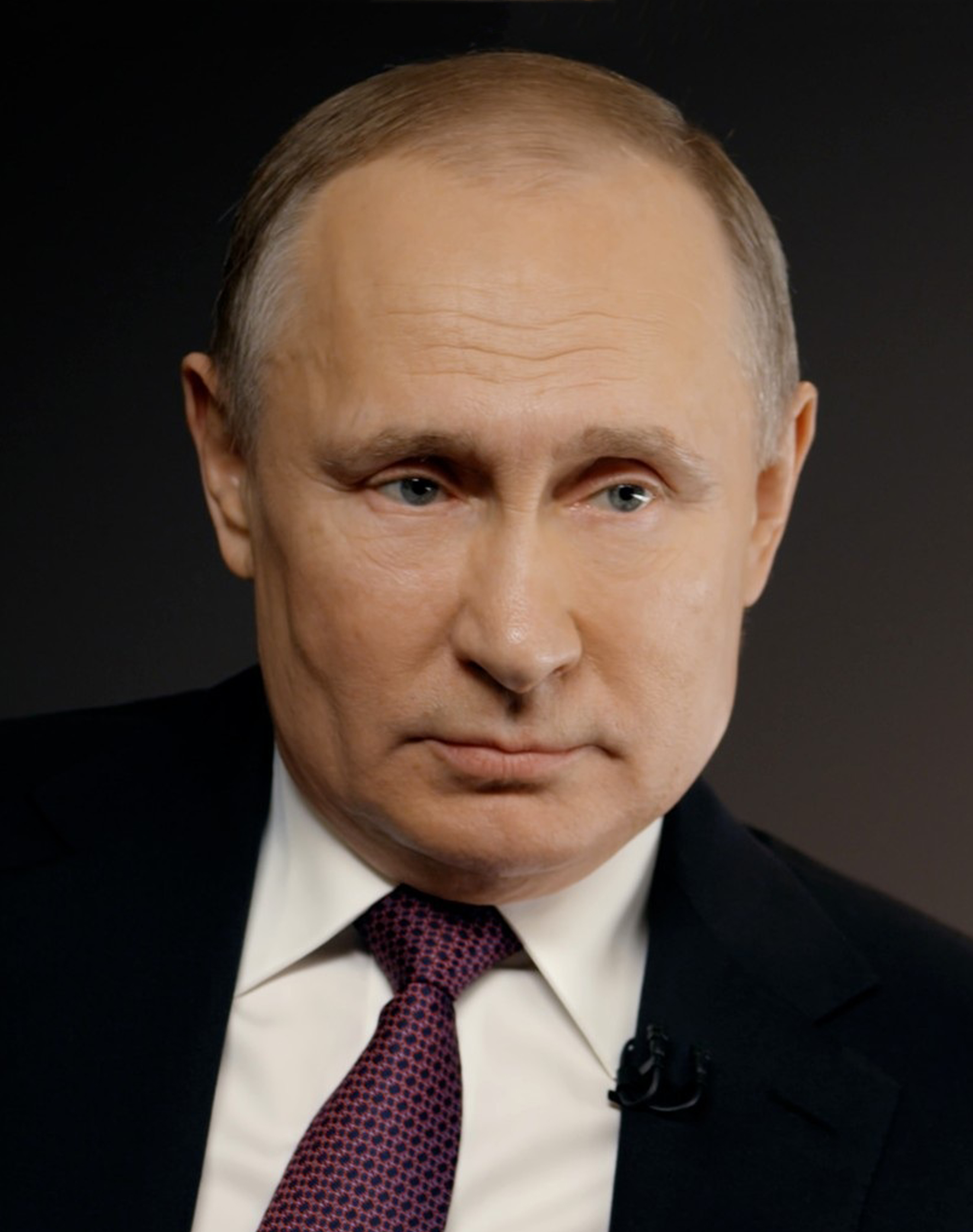
RUS 總統弗拉迪米爾·普丁 （主席國）
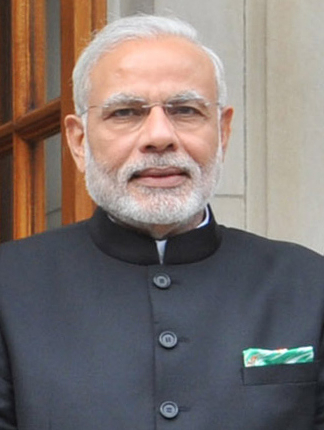
IND 總理納倫德拉·莫迪
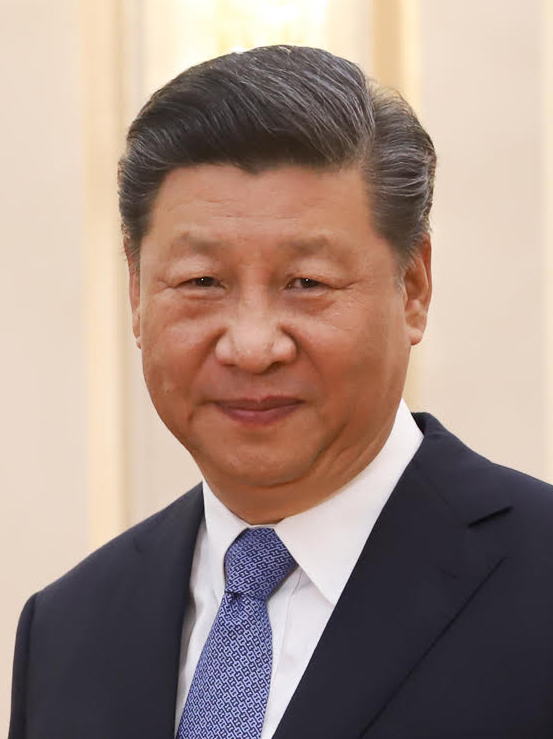
CHN 國家主席習近平
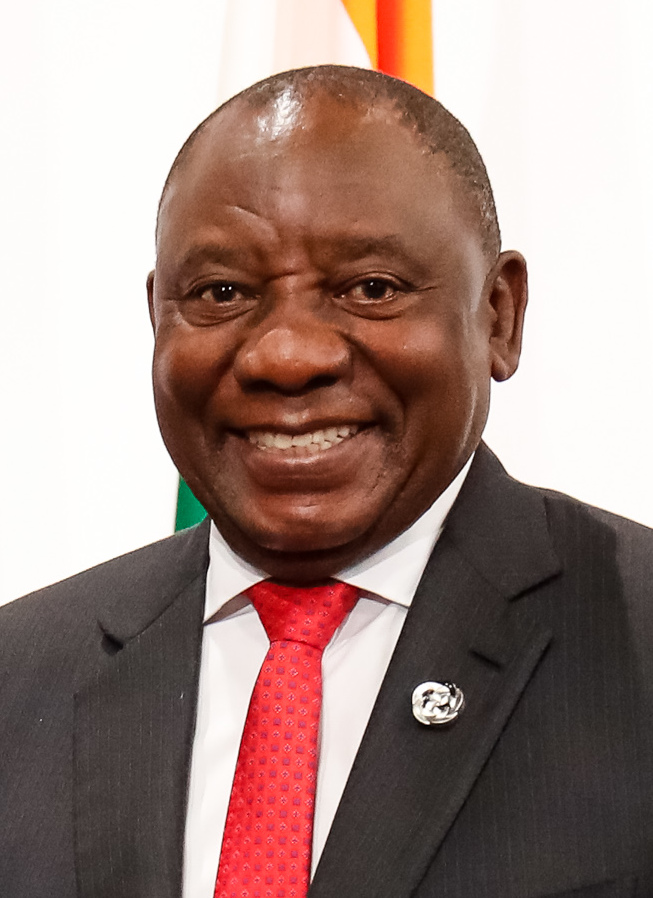
SAF 總統西里爾·拉瑪佛沙

- 巴西
總統雅伊爾·波索納洛
- 俄羅斯
總統弗拉迪米爾·普丁
（主席國）
- 印度
總理納倫德拉·莫迪
- 中国
國家主席習近平
- 南非
總統西里爾·拉瑪佛沙